# ザ・グレイトバトルII ラストファイターツイン
『ザ・グレイトバトルII ラストファイターツイン』は、バンプレストから1992年3月27日に発売された、スーパーファミコン用アクションゲーム。

## 概要
SDにディフォルメされたロボットアニメや特撮作品のキャラクターが戦うクロスオーバー作品「コンパチヒーローシリーズ」の1つ。シリーズ内シリーズであるグレイトバトルシリーズの第2作目にあたる。
前作はトップビューアクションだったが、本作ではサイドクォータービューのベルトスクロールアクションゲーム方式になっている。基本的にはパンチやキックなどの打撃技で戦うが、敵キャラクターが落とすEカプセルをいくつか消費して、各キャラクター固有の必殺技を繰り出すことも可能。

## あらすじ
SDキャラがコロニーに移り住むようになってから半世紀、SDネイションは平和で穏やかな発展を続けていた。しかし突然コロニーの環境管理装置が原因不明の暴走をはじめたために、凶悪なモンスターは好き勝手に暴れだし、平和だったSDネイションはさながら無法地帯と化した。SDネイションを元に戻すため、ガンダムF91、ウルトラマングレート、ライダーRX、ファイターロアの4人は、全て集めたものはどんな願いも叶うという、世界に散らばる4つのガチャポンカプセルを探し出すため立ち上がり、不安と希望を胸に旅立つことを決心した。SDネイションの平和を取り戻すことはできるのだろうか。
しかしその時、地球からもっとも離れたところに位置するコロニーサイド3の、恐怖と殺戮の覇王ダークブレインもそのカプセルを狙っていたことを、4人はまだ知る由もなかった。

## プレイヤーキャラクター
プレイヤーはゲーム開始時に4人のヒーローから1人を選んでプレイする。ヒーローはゲーム中に適宜変更可能。2人プレイでは2人ずつ選択し、同じキャラクターを重複させることはできない。
F91（ガンダムF91）
攻撃力は最低だが、防御力は高い。
技：分身ヴェスバー (24) ・オーバーリミッター (40) ・サイコガンダム召喚 (64) 。（レベル順に列挙、カッコ内はダメージ量、以下同）
ライダー（仮面ライダーブラックRX）
移動スピードは4人中最も速く、スライディングも長い距離を滑ることができる。また、キックは威力が高くリーチも長い。
技：リボルケイン (32) ・ロボパンチ (40) ・バイオブリザード (50) 。
グレート（ウルトラマングレート）
パンチ力は4人中最強である反面、防御力は最低。
技：UMA爆撃 (20) ・バーニングプラズマ (32) ・巨大化 (80) 。
ロア（ファイターロア）
攻撃のスピードが速い点と、防御力が若干低い以外はライダーやグレートと同性能。
技：タマヤボンバー (24) ・雷撃 (40) ・ファイアードラゴン (64) 。

### 合体技
2人同時プレイ時、お互いのカプセルを4個ずつ消費することで合体技が使用できる。組み合わせと発動する技は以下の通り。
- ガンダムF91 ＋ ライダーRX = ヒール (ライフ回復 30)
- ガンダムF91 ＋ ウルトラマングレート = ダブルハリケーン (50)
- ガンダムF91 ＋ ファイターロア = 火の玉おとし (50)
- ライダーRX ＋ ウルトラマングレート = ダブルダイナマイト (40)
- ライダーRX ＋ ファイターロア = タミネサンダー (40)
- ウルトラマングレート ＋ ファイターロア = ヒール (ライフ回復 30)

## 敵キャラクター
戦闘員、バルタン、ザクII、ドム
一般的なザコキャラクター。主にパンチで攻撃してくるが、ザクはヒートホーク、ドムはヒートサーベル、戦闘員はナイフを装備している時があり、戦闘員はナイフを持っていた場合、遠くからナイフを投げて来る。
レッドキング
パンチの他、尻尾で攻撃してくる。
グドン
左右の長い触手で攻撃してくる。Eカプセルは持っていない。
モチロン
過去の月ステージのみ登場。体を回転させて攻撃してくる。Eカプセルは持っていない。
デナン・ゾン
ショットランサーで突進してきたり、ビームシールドで攻撃してくる。
ハイゴッグ
変則的な動きで近づき、背負い投げや腕を伸ばして攻撃してくる。
キュルキュルテン
海底ステージのみ登場。捕まえてパンチしてくる。耐久力が高い。
ナマズギラー
海底ステージのみ登場。爆弾を投げてきたり、スライディングで攻撃してくる。
ハンブラビ
密林ステージのみ登場。変身したのち、上空を飛行しながら爆弾を落としてくる。変身中や飛行中は無敵。必ずEカプセルを持っている。
アントラー
砂漠ステージのみ登場。近づくと後ろに投げてくる。Eカプセルは持っていない。
ガマボイラー
火星ステージのみ登場。腹部から炎を吐いて攻撃してくる。威力が高い。Eカプセルは持っていない。
ザクレロ
火星ステージのみ登場。鋭い鎌で攻撃してくる。
イカルス
冥王星ステージのみ登場。翼を飛ばしてきたり、空中から体当たりしてくる。Eカプセルは持っていない。
ベルガ・ダラス
地球ステージのボス。前方に突進しながら、鋭い腕で突き刺してくる。カプセルを持つニューガンダムを狙う。
メフィラス星人
宇宙空母ステージのボス。光線や投げ、パンチ攻撃を行う上、頻繁に瞬間移動する。ニューガンダムから奪ったカプセルを持ち、ダークブレインの基地を目指した。撃破までにかかった時間により、その後のルートが変化する。
全部で3ルートあり、速攻で倒した場合、先に月面基地を通る事になり、同時に月面基地のストーリーと後半ステージが大幅に変化する。
シャドームーン
月面基地ステージのボス。体の大きさが雑魚キャラクターと同じサイズとなっている。剣から弾を放つ、剣で切りつけ、背負い投げで攻撃してくる。何もしてこないと大きく大ジャンプした後、一気に近づいて切りつけたりもする。ルートにより、タイムマシンもしくは飛行船を守護する。
スカルナイト
過去の月ステージのボス。メフィラス星人を速攻で倒した場合のみ登場。剣での乱れ突きや大きくキックして攻撃してくる。
過去の月で結婚式間近のウルトラの父をカプセル強奪目的でさらった結果、現代にまで影響を及ぼし、ウルトラマンタロウの存在が消えてしまった。
このルートのみ、月のストーリーが「過去の月に行ってさらわれたウルトラの父を救い、歴史の改変を元に戻す」という内容に変わる。
ウルトラの母が「30秒以内に倒さないとゴーデスが異常をかぎつける」と言うため、30秒以内に倒せるか否かで密林か海底、どちらかのルートになるかが決まる。
ゴーデス
海底ステージのボス。泡で動けなくし、長い触手で強烈な一撃を放つ。メフィラス星人を速攻で撃破できなかった・スカルナイトを30秒以内に倒せなかった場合に登場。
宇宙空母の場合は海底に着水、タイムマシンの場合は過去の月に起きた異常を察知してヒーロー達が乗るタイムマシンを海底に引き寄せたところを迎え撃つ。

十面鬼
密林ステージのボス。口から弾や炎を吐いたり、近づくとジャンプしながら体当たりで攻撃してくる。メフィラス星人との戦闘が長引いた、またはスカルナイトを30秒以内に倒せた場合に登場。
宇宙空母の場合は密林に不時着し、タイムマシンの場合は単純に不具合で現代の密林にワープしてきたヒーロー達を迎え撃つ。

クリスタルドラグーン
火星ステージのボス。首を伸ばしたり、炎を吐いて攻撃してくる。メフィラス星人を速攻で倒せなかった場合のみ登場。
月面基地で戦っていたウルトラマンタロウと仮面ライダーV3を襲い、タロウを火星に連れ去る。前作のクリスタルドラゴンとは別物。
デブデダビデ
砂漠ステージのボス。持っている杖で地震を起こした上で、杖で殴る他、石造姿の場合は強烈なパンチで攻撃してくる。ピラミッドにあるカプセルを守護する。前作にも同名のボスが登場しており、今回はツタンカーメンの意匠をしている。石造姿のパンチ攻撃は威力があり、耐久力も高い。
ダークブレイン
ザ・グレイトバトルシリーズで度々ボスとして現れ、今作は2段階で変身する。変身前は戦闘開始後に特殊な弾を放ち、プレイヤーのボタン操作をできなくしたり、鋭いかかと落しで攻撃してくる。変身後はいきなり腕を伸ばして攻撃してくる。今作では最後のカプセルを持つ敵として、冥王星に拠点を構えヒーロー達の前に立ちはだかる。だが、ザンエルに対しては「同じワルとしても風上に置けない」という理由で自爆攻撃を行った。また、今作では関西弁でしゃべる。
F91(コピー)＊ゲーム上はコピーの文字はないが便宜上、コピーをつけることにする。
ザンエルが作り出した分身のひとつ。パンチとキックでの攻撃が主だが、いきなりスライディングで攻撃してくることもある。
ライダー(コピー)
ザンエルが作り出した分身のひとつ。プレイヤーが攻撃すると、3～4連続でキックを放ってくるのが特徴。
グレート(コピー)
ザンエルが作り出した分身のひとつ。攻撃もしてくるが、頻繁にジャンプすることが多く、ジャンプは非常に高い。
ロア(コピー)
ザンエルが作り出した分身のひとつ。スライディングを中心に攻撃してくる。いったん立ち止まった後、長距離を滑っていき連続ダメージを与えてくる。
ザンエル
今作の最終ボス。SDネイションがどうしても欲しくなり、環境管理装置を狂わせた張本人。この世の支配者を自称し、いくつもの惑星を制圧してきた。暴力が嫌いであり、手を汚さずにSDネイションを手に入れる方法を思いつく。幸いダークブレインがうまく暴れてくれたため、うまい具合に計画は進んでいた。しかしカプセルのことは知らず、ヒーローたちから譲ってくれるようにと頼むが、ヒーローたちから拒否されたため、力ずくでも奪おうと戦闘となる。プレイヤーキャラクターの分身を作り出して襲わせた後、本人が最後の戦いに挑む。口から光線を吐く、衝撃波を起こさせる、腕で鋭く攻撃する他、プレイヤーの必殺技をコピーして攻撃してくる。

## アイテム
Eカプセル以外はドラム缶や宝箱等の入れ物に入っている。武器は持っている状態で新たな武器を拾うとすでに持っている物を上書きして装備する。
ヒートホーク、ヒートサーベル、ナイフ
武器。一つ目はザク、二つ目はドムの武装で、三つ目は不明だが戦闘員が持っていることがある。該当する敵がこれらの武器を装備して登場することもある。
パンチボタンで武器を振ってキックボタンで武器を投げる。武器攻撃はダウンしている相手にも当たり、強制的に吹っ飛ばす効果がある。
上記の3つは若干のリーチ・威力、振りの速さに違いはあるものの、性能はほとんど同じである。なお、武器を投げた場合は画面外に飛んで消滅する。
アイスラッガー
ウルトラセブンの頭についている宇宙ブーメラン。こちらも武器だが、投げた場合はブーメランの様に戻って来ることで、何回でも投げられる。
また、戻って来る時も当たり判定があり、倒れている敵にも当たるため、うまく当てれば多数の敵を一網打尽にできる。
1ミスする・新たに武器を拾う・投げた後に武器を拾った状態で手元に戻ってくるのどれかを満たすまで無くなることはない。
青カプセル
体力を30回復。
赤カプセル
Eカプセルを4個補充。
Eカプセル
4個消費することでレベル1必殺技が1回使用できる。レベル2は8個、レベル3は12個のカプセルが必要。12個以上は持つことが出来ない。唯一敵が落とすことのあるアイテム。

## 攻略本
- スーパーファミコン必勝法スペシャル ザ・グレイトバトルII ラストファイターツイン
- ザ・グレイトバトルII ラストファイターツイン BANDAI OFFICIAL GUIDE BOOK ISBN 9784891892180